# Sf-9-Zellen

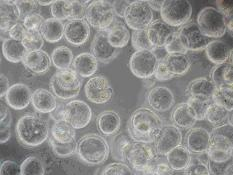
Sf-9-Zellen in serumfreien Medium

Sf-9 ist eine immortalisierte Insekten-Zelllinie aus Ovar-Zellen von Spodoptera frugiperda, einer Nachtfalterart, die zur Familie der Eulenfalter (Noctuidae) und zur Ordnung der Schmetterlinge (Lepidoptera) zählt. Diese wird in der Biotechnologie zur Produktion von rekombinanten Proteinen verwendet.

## Kultivierung
Die Sf-9-Zellen sind robuste, wenig scherstressempfindliche Zellen, die in Zellkulturen adhärent sowie in Suspension wachsen. Ihre optimale Kultivierungstemperatur liegt um 27 °C, bei einem optimalen pH-Wert von 6,2. Sie lassen sich gut in serumfreien Medien kultivieren, wobei in der Regel eine um ca. zehnmal höhere Aminosäurekonzentration als bei vergleichbaren Medien für Säugerzellen enthalten ist.

## Verwendung

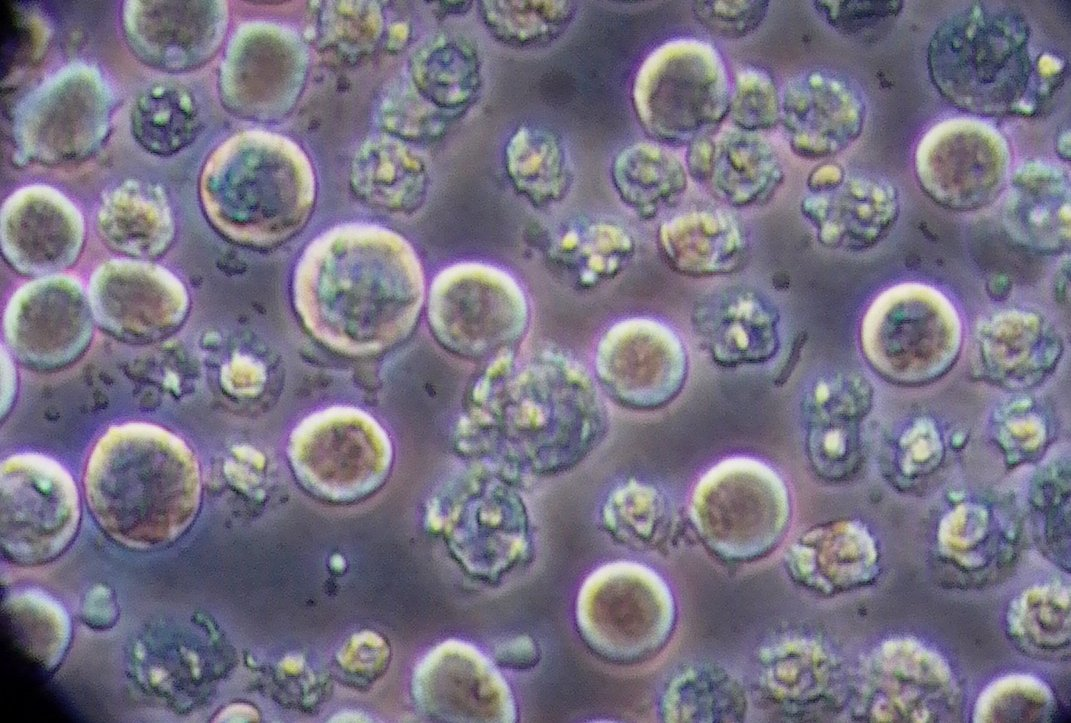
Sf-9-Zellen, 96 h nach Infektion mit Baculoviren (AcMNPV)

Sf-9 (sowie verwandte Zellen wie z. B. Sf-21) und Tn-5 (genauer BTI-Tn-5B1-4, auch High Five®) aus Trichoplusia ni werden heutzutage fast ausschließlich für die Produktion von rekombinanten Proteinen durch Insektenzellkultur verwendet. Dabei macht man sich zunutze, dass diese Zellen leicht mit Baculoviren (z. B. AcMNPV) infiziert werden können. Das Genom des Virus kann relativ einfach so verändert werden, dass es für das gewünschte Protein codiert (meist unter Kontrolle des viralen Polyhedrin-Promotors). Nach Infektion der Sf-9-Zellen mit diesen Viren werden die Zellen dazu angeregt, große Mengen des rekombinanten Proteins zu synthetisieren. Da die veränderten Viren für höhere Eukaryoten völlig ungefährlich sind, können diese Arbeiten unter relativ geringen Sicherheitsvorkehrungen durchgeführt werden. Weitere Vorteile gegenüber anderen Expressionssystemen sind:
- Insektenzellen sind im Vergleich zu z. B. HeLa-Zellen relativ billig und sehr einfach zu kultivieren
- Sie führen anders als E. coli und Hefen fast alle posttranslationalen Proteinmodifikationen durch, d. h. die gewonnenen Proteine sind den menschlichen sehr ähnlich
- dadurch besitzen die Proteine fast immer eine sehr gute Löslichkeit (im Gegensatz zu rekombinanten Proteinen aus E. coli, die häufig unlöslich sind, da dieses Bakterium keine dem Menschen vergleichbaren posttranslationalen Modifikationen durchführen kann und weiterhin nur ein sehr einfaches Chaperonsystem besitzt)

## Geschichte
Sf-9-Zellen stammen aus dem Ovargewebe von Spodoptera frugiperda, entnommen während des Puppenstadiums. Dies geschah 1977 über eine Zwischenkultivierung der IPLB-Sf21AE-Zelllinie. Aus einem Klon, d. h. den Nachfahren einer Zelle IPLB-Sf21AE wurden Sf-9-Zellen isoliert.
W.F. Hink von der Ohio State University entwickelte 1991 ein serumfreies Medium (Trichoplusia ni Medium-Formulation Hink), mit dem Sf-9-Zellen kultiviert werden können und in dem die Herstellung von rekombinanten Proteinen genauso gut gelingt wie in Kulturen, die mit dem üblichen serumhaltigen Medium angezogen werden.